# Mili Avital
Mili Avital (em hebraico:  מילי אביטל; Jerusalém, 30 de Março de 1972) é uma atriz e diretora israelense.

## Biografia

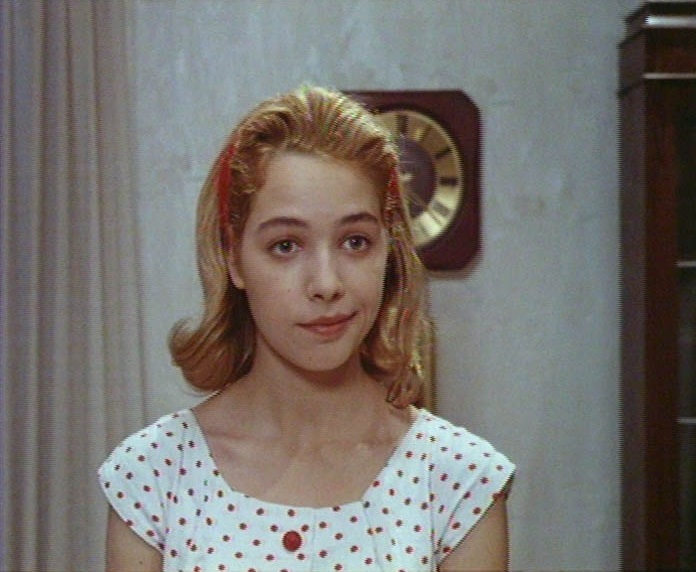
Mili Avital em uma cena do filme Me'ever Layam em 1991

Avital nasceu em Jerusalém, porém foi criada em Tel Aviv e em Ra'anana. Sua família é judia e seus pais Noni e Iko Avital, são designers gráficos. Na adolescência, ela frequentou uma escola de teatro em Givatayim e em 1993 se mudou para Nova York.

## Carreira

### Nos EUA
Em 1994, Avital foi para Nova York e começou a estudar teatro no Circle in the Square Theatre. No ano seguinte, quando trabalhava como garçonete, um agente a conheceu e a escalou para atuar no filme Stargate. 
Outros principais trabalhos da atriz incluem os filmes Dead Man com Johnny Depp, Kissing a Fool, Polish Wedding, The Human Stain e When Do We Eat?. Avital também trabalhou na televisão, atuando na minissérie Arabian Nights, nos filmes Uprising e After the Storm. Entre 2009 e 2010, trabalhou na série Damages e em 2012 fez uma participação especial nas séries 666 Park Avenue e Law & Order: Special Victims Unit.
No teatro, Avital interpretou Cordelia em King Lear em 2006. Como diretora, trabalhou no curta  I Think Myself I am All the Time Younger, que teve sua estréia no Festival de Tribeca em 2004.

### Em Israel
Avital atuou como protagonista na popular série israelense Yael's Friends. Em 1992, ganhou o Prêmio Ophir na categoria "Melhor Atriz Coadjuvante" pelo seu primeiro personagem em um filme israelense chamado Me'ever Layam (Além do Mar). Seus recentes trabalhos incluem a comédia Ahava Colombianit (Amor Colombiano) e Noodle, em que recebeu o prêmio da crítica israelense e indicações ao Prêmio Ophir em 2006. Entre 2009 e 2012, Avital atuou na série Hatufim no Canal 2 de Israel.

## Vida pessoal
Entre 1997 e 2001, Avital namorou o ator David Schwimmer. Atualmente, ela vive em Nova York e é casada com o roteirista Charles Randolph, com quem tem dois filhos.

## Filmografia
| Cinema         | Cinema                            | Cinema                                               | Cinema                                                                                  |
| Ano            | Título                            | Personagem                                           | Notas                                                                                   |
| -------------- | --------------------------------- | ---------------------------------------------------- | --------------------------------------------------------------------------------------- |
| 1991           | Me'ever Layam                     | Miri Goldfarb                                        | Prêmio Ophir de Melhor Atriz Coadjuvante                                                |
| 1993           | Groupie                           | —                                                    |                                                                                         |
| 1994           | Stargate                          | Sha'uri                                              | Sci-Fi Universe Magazine de Melhor Atriz Coadjuvante em um Filme                        |
| 1995           | Dead Man                          | Thel Russell                                         |                                                                                         |
| 1996           | Invasion of Privacy               | Theresa Barnes                                       |                                                                                         |
| 1997           | Minotaur                          | Thea                                                 | Indicada—Prêmio Ophir de Melhor Atriz                                                   |
| 1997           | The End of Violence               | —                                                    |                                                                                         |
| 1998           | Polish Wedding                    | Sofie                                                |                                                                                         |
| 1998           | Animals with the Toolkeeper       | Fatima                                               |                                                                                         |
| 1998           | Kissing a Fool                    | Samantha Andrews                                     |                                                                                         |
| 1999           | The Young Girl and the Monsoon    | Erin                                                 |                                                                                         |
| 2000           | Preston Tilk                      | Emily Tylk                                           |                                                                                         |
| 2003           | The Human Stain                   | Iris (jovem)                                         |                                                                                         |
| 2004           | Ahava Colombianit                 | Tali Shalev                                          |                                                                                         |
| 2005           | When Do We Eat?                   | Vanessa                                              |                                                                                         |
| 2007           | Noodle                            | Miri Calderone                                       | Indicada—Prêmio Ophir de Melhor Atriz                                                   |
| Televisão      |                                   |                                                      |                                                                                         |
| Ano            | Título                            | Personagem                                           | Notas                                                                                   |
| 1999           | Arabian Nights                    | Scheherezade                                         | Filme para TV Indicada—Prêmio OFTA Television de Melhor Atriz em um Filme ou Minissérie |
| 2001           | After the Storm                   | Coquina                                              | Filme para TV                                                                           |
| 2001           | Uprising                          | Devorah Baron                                        | Filme para TV                                                                           |
| 2002           | Haunted                           | Eryn Towne                                           | Série de televisão Participação especial Episódio: "Nexus"                              |
| 2003           | Shabalot VeHagim                  | Noa                                                  | Série de televisão Participação especial 2 episódios                                    |
| 2009–10        | Damages                           | Anna Mercado                                         | Série de televisão Participação especial 3 episódios                                    |
| 2010           | Law & Order: Criminal Intent      | Lenore Abrigaille                                    | Série de televisão Participação especial Episódio: "Palimpsest"                         |
| 2009–12        | Hatufim                           | Nurit Halevi-Zach                                    | Série de televisão Protagonista 11 episódios                                            |
| 2012           | 666 Park Avenue                   | Danielle Tyler                                       | Série de televisão Participação especial Episódio: "Murmurations"                       |
| 1999 2001 2012 | Law & Order: Special Victims Unit | Marta Stevens Ava Parulis Irina Parulis Laura Colfax | Série de televisão Participação especial 3 episódios                                    |
| Teatro         |                                   |                                                      |                                                                                         |
| Ano            | Título                            | Personagem                                           | Notas                                                                                   |
| 2006           | King Lear                         | Cordelia                                             |                                                                                         |